# Succession to the Crown Act 2013
Succession to the Crown Act 2013 er en britisk forfatningslov, der sikrer mænd og kvinder lige adgang til tronen i Storbritannien og i 15 andre lande i det britiske statssamfund. Ind til vedtagelsen gik tronen i arv efter kognatisk primogenitur, dvs at sønner gik forud for døtre. Lovens hovedbestemmelse er, at mænd fødte efter den 28. oktober 2011 ikke længere har arveret foran deres ældre søstre. Loven medfører også ændringer på andre områder. Den trådte i kraft den 26. marts 2015.

## Konferencen i Perth
Den 28. oktober 2011 holdt premierministrene i Commonwealth of Nations en konference i Perth i det vestlige Australien. Her foreslog Australiens daværende premierminister Julia Gillard, at mænd og kvinder skulle have lige arveret til tronen. Forslaget blev derefter behandlet af regeringerne og af nogle af parlamenterne i de 16 lande, hvor Elizabeth 2. af Storbritannien var statsoverhoved.

## Behandling i det britiske parlament
Loven blev behandlet i det britiske parlament i slutningen af 2012 og begyndelsen af 2013. Loven blev foreløbigt stadfæstet af dronningen den 25. april 2013. Der blev bestemt, at formanden for det britiske statsråd (The Lord President of the Council) kunne sætte loven i kraft på et senere tidspunkt. Lordpræsident Nick Clegg satte loven i kraft den 26. marts 2015.

## Tronfølgelove i andre Commonwealth-lande
Fra marts 2013 og frem til marts 2015 blev der vedtaget tronfølgelove i seks andre Commonwealth-lande.
- Den canadiske tronfølgelov blev vedtaget af parlamentet den 26. marts 2013, og den blev underskrevet af generalguvernøren dagen efter. Imidlertid rejse modstandere af loven retssager i provinserne Ontario og Québec, og der kom til at gå to år inden, at tronfølgeloven kunne træde i kraft.
- I Saint Kitts og Nevis blev loven vedtaget den 8. juli 2013.
- I Barbados vedtog Repræsentanternes Hus loven den 15. november 2013, og senatet fulgte efter fem dage senere.
  - Den 30. november 1966 blev Barbados en selvstændig stat og Commonwealth realm med Elizabeth 2. af Storbritannien som Queen of Barbados. Den 30. november 2021, blev Barbados omdannet en til en republik i the Commonwealth.[1][2]
- I New Zealand vedtog parlamentet tronfølgeloven den 10. december 2013, og den blev underskrevet af generalguvernøren en uge senere.
- I Saint Vincent og Grenadinerne vedtog parlamentet også loven i 2013.
- I Australien kunne forbundsparlamentet først vedtage loven, når delstaterne havde vedtaget nye tronfølgelove.
  - Den 2. maj 2013 vedtog delstatsparlamentet i Queensland Tronfølgeloven af 2013. Den 25. juni 2013 vedtog delstatsparlamentet i New South Wales en lignende lov. Det samme skete i Tasmanien den 29. august og i Victoria den 17. oktober 2013.
  - Den 17. juni 2014 vedtog delstatsparlamentet i South Australia Tronfølgeloven af 2014.
  - Efter Konferencen i Perth skulle der gå fire år og fire måneder inden, at Vestaustraliens delstatsparlament i Perth var klar til at vedtage Tronfølgeloven af 2015. Dette skete den 24. februar 2015, og Vestaustraliens guvernør underskrev loven den 3. marts 2015.

Det australske forbundsparlamentet vedtog Tronfølgeloven af 2015 den 19. marts 2012, og generalguvøren skrev under den 24.marts 2015. Det var to dage før den britiske vicepremierminister Nick Clegg satte loven i kraft.

## Godkendelser fra regeringer
I Antigua og Barbuda, Bahamas, Belize, Grenada, Jamaica, Papua New Guinea, Saint Lucia, Salomonøerne og Tuvalu vurderede regeringerne, at de nye regler om tronfølgen kunne gennemføres uden lovgivning. Herefter ratifiserede de ni regeringer aftalen fra Perth.

## Britisk forfatning
Efter at Succession to the Crown Act 2013 er trådt i kraft, er loven en del af Storbritanniens forfatning.

## Den nye arvefølge
I slutningen af maj 2014. dvs. to måneder efter, at loven var trådt i kraft, var de første 52 pladser i den britiske arvefølge fordelt således:
1. Prins William, hertug af Cambridge, født 1982, søn af prins Charles og prinsesse Diana af Wales
2. Prins George af Cambridge, født 2013, søn af prins William og Catherine, hertuginde af Cambridge.[3]
3. Prinsesse Charlotte af Cambridge, født 2. maj 2015, datter af prins William og Catherine, hertuginde af Cambridge.
4. Prins Louis af Cambridge, født 23. april 2018, søn af prins William og Catherine, hertuginde af Cambridge.
5. Prins Henry af Wales, født 1984
6. Prins Andrew af Storbritannien, hertug af York, født 1960
7. Prinsesse Beatrice af York, født 1988.
8. Prinsesse Eugenie af York, født 1990.
9. Prins Edward af Storbritannien, jarl af Wessex, født 1964
10. James Mountbatten-Windsor, viscount Severn (prins Edwards søn), født 2007
11. Lady Louise Mountbatten-Windsor (prins Edwards datter), født 2003
12. Prinsesse Anne af Storbritannien (The Princess Royal), født 1950
13. Mr. Peter Phillips (søn af prinsesse Anne), født 1977
14. Miss Savannah Phillips (Peter Phillips's ældste datter), født 2010
15. Miss Isla Elizabeth Phillips (Peter Phillips's yngre datter), født 2012
16. Mrs. Michael Tindall (Zara Tindall) (født Phillips, datter af prinsesse Anne), født 1981
17. Miss Mia Grace Tindall (datter af Zara Tindall), født 2014. [4]
18. David Armstrong-Jones, Viscount Linley (søn af Prinsesse Margaret, grevinde af Snowdon) (født 1961), gift med Lady Serena Armstrong-Jones, Viscountess Linley (født 1970).
19. Den ærede Charles Armstrong-Jones (født 1999).
20. Den ærede Margarita Armstrong-Jones (født 2002).
21. Lady Sarah Chatto, født Armstrong-Jones (datter af Prinsesse Margaret, grevinde af Snowdon) (født 1964), gift med Daniel Chatto (født 1957).
22. Mr. Samuel David Benedict Chatto (født 1996).
23. Mr. Arthur Robert Nathaniel Chatto (født 1999).
24. Prins Richard, hertug af Gloucester (født 1944)
25. Alexander Windsor, jarl af Ulster (født 1974)
26. Xan Richard Anders Windsor, Lord Culloden (født 2007)
27. Lady Cosima Rose Alexandra Windsor (født 2010)
28. Lady Davina Elizabeth Alice Benedikte Windsor, gift Lewis (født 1977)
29. Miss Senna Kowhai Lewis (født 2010)
30. Master Tane Lewis (født 2012)
31. Lady Rose Victoria Birgitte Louise Windsor, gift Gilman (født 1980)
32. Miss Lyla Beatrix Christabel Gilman (født 2010)
33. Master Rufus Gilman (født 2012)
34. Prins Edward, hertug af Kent (født 1935)
35. Lady Amelia Windsor (født 1995), sønnedatter af Prins Edward, hertug af Kent
36. Lady Helen Marina Lucy Taylor, født Windsor (født 1964), datter af Prins Edward, hertug af Kent
37. Mr. Columbus George Donald Taylor (født 1994)
38. Mr. Cassius Edward Taylor (født 1996)
39. Miss Eloise Olivia Katherine Taylor (født 2003)
40. Miss Estella Olga Elizabeth Taylor (født 2004)
41. Master Albert Louis Philip Edward Windsor (født 2007), sønnesøn af Prins Edward, hertug af Kent
42. Master Leopold Ernest Augustus Guelph Windsor (født 2009)
43. Lord Frederick Michael George David Louis Windsor (født 1979), søn af Prins Michael af Kent
44. Miss Maud Windsor (født 2013)
45. Lady Gabriella Marina Alexandra Ophelia Windsor (født 1981)
46. Prinsesse Alexandra, den ærede lady Ogilvy (født 1936), datter af George, hertug af Kent (1902-1942)
47. Mr. James Robert Bruce Ogilvy (født 1964)
48. Mr. Alexander Charles Ogilvy (født 1996)
49. Miss Flora Alexandra Ogilvy (født 1994)
50. Miss Marina Ogilvy (født 1966), gift med Paul Mowatt i 1990-1997
51. Mr. Christian Mowatt (født 1990)
52. Miss Zenouska Mowatt (født 1993)